# David Morisset
Pour les articles homonymes, voir Morisset.
Pour l'ancien joueur de hockey sur glace né au Québec, voir David Morissette.
David Morisset (né le 6 avril 1981 à Langley, dans la province de la Colombie-Britannique au Canada) est un joueur professionnel canadien de hockey sur glace.

## Carrière de joueur
Joueur provenant de l'ouest canadien, il a évolué quatre saisons avec les Thunderbirds de Seattle avant de passer professionnel lors de la saison 2001-2002. Il fut sélectionné par les Blues de Saint-Louis lors du repêchage de 2000 mais fut échangé aux Panthers de la Floride alors qu'il était toujours un joueur d'âge junior.
Au cours de sa courte carrière, il fut blessé à deux reprises à l'épaule ce qui le contraint une première fois à ne jouer que 28 parties lors de la saison 1998-99. La deuxième fois, il subit la blessure lors d'une partie contre les Admirals de Norfolk de la Ligue américaine de hockey le 18 décembre 2002. Cette blessure mit fin à sa saison et il rata la saison suivante au complet. Il revint en 2004-2005 pour une dernière saison, cette fois avec les Steelheads de l'Idaho de l'ECHL.

## Statistiques

### En club
| Saison     | Équipe                     | Ligue      |    | Saison régulière | Saison régulière | Saison régulière | Saison régulière | Saison régulière |   | Séries éliminatoires | Séries éliminatoires | Séries éliminatoires | Séries éliminatoires | Séries éliminatoires |
| Saison     | Équipe                     | Ligue      | PJ | B                | A                | Pts              | Pun              | PJ               | B | A                    | Pts                  | Pun                  |                      |                      |
| 1997-1998  | Thunderbirds de Seattle    | LHOu       | 58 | 6                | 2                | 8                | 104              | 5                | 1 | 0                    | 1                    | 6                    |                      |                      |
| 1998-1999  | Thunderbirds de Seattle    | LHOu       | 17 | 4                | 0                | 4                | 31               | 11               | 1 | 1                    | 2                    | 22                   |                      |                      |
| 1999-2000  | Thunderbirds de Seattle    | LHOu       | 60 | 23               | 34               | 57               | 69               | 7                | 3 | 4                    | 7                    | 12                   |                      |                      |
| 2000-2001  | Thunderbirds de Seattle    | LHOu       | 61 | 32               | 36               | 68               | 95               | 9                | 4 | 2                    | 6                    | 12                   |                      |                      |
| 2001-2002  | Sound Tigers de Bridgeport | LAH        | 62 | 9                | 10               | 19               | 46               | 19               | 0 | 1                    | 1                    | 13                   |                      |                      |
| 2001-2002  | Panthers de la Floride     | LNH        | 4  | 0                | 0                | 0                | 5                | -                | - | -                    | -                    | -                    |                      |                      |
| 2002-2003  | Rampage de San Antonio     | LAH        | 30 | 3                | 3                | 6                | 13               | -                | - | -                    | -                    | -                    |                      |                      |
| 2004-2005  | Steelheads de l'Idaho      | ECHL       | 30 | 7                | 10               | 17               | 27               | -                | - | -                    | -                    | -                    |                      |                      |
| Totaux LNH | Totaux LNH                 | Totaux LNH | 4  | 0                | 0                | 0                | 5                | -                | - | -                    | -                    | -                    |                      |                      |

### En équipe nationale
| Année | Équipe | Compétition                     |   | PJ | B | A | Pts | Pun                |  | Résultats |
| 1998  | Canada | Championnat du monde junior -18 | 3 | 4  | 1 | 5 | 6   |                    |  |           |
| 2001  | Canada | Championnat du monde junior     | 7 | 0  | 1 | 1 | 18  | Médaille de bronze |  |           |

## Transactions
- 9 février 2001 : droits échangés aux Panthers de la Floride par les Blues de Saint-Louis avec un choix de 5e tour (Vince Bellissimo) lors du repêchage d'entrée dans la LNH en 2002 en retour de Scott Mellanby.